# Лупігляни
Лупігляни (лат. Lupiglaa) — західнослов'янське плем'я, яке жило на територіях сучасної Чехії і Польщі, на схід від Праги. Плем'я лупігляни згадується у Баварського географа, воно володіло 30 містами. Головним містом було місто Ґлубчиці, зараз це польське місто Ґлубчице.